# Adaílton Martins Bolzan
Adaílton Bolzan Martins, mais conhecido como Adaílton (Santiago, 24 de janeiro de 1977), é um treinador e ex-futebolista brasileiro que atuava como atacante. Atualmente é auxiliar técnico de Roger Machado no Internacional.

## Carreira como jogador
Adailton começou a carreira em 1995, pelo Juventude e foi transferido dois anos depois para o Guarani. Sua passagem pelo clube de Campinas foi breve: o jogador disputou um Copa do Mundo Sub-20 pela Seleção Brasileira e foi artilheiro da competição com 10 gols, segunda melhor marca da competição em toda sua história, chamando a atenção de diversos clubes europeus. Com 20 anos, Adaílton seria contratado pelo Parma.
Adailton foi cedido em empréstimo para o Paris Saint-Germain e posteriormente se transferiu para o Hellas Verona, no qual passou sete temporadas e marcou 50 gols. Em 2006, foi contratado pelo Genoa e foi importante na campanha que marcou o retorno do time para a Serie A.
Acertou sua volta em janeiro de 2013 ao clube que o revelou, o Juventude.

## Carreira como treinador
Começou como auxiliar técnico em 2018, passando pelas equipes italianas Virtus Verona e Vigor Carpaneto.
Em 2021, passou pelo Gama.
De 2022 a Julho de 2024 atuou no Juventude.
Atualmente está no Sporte Clube Internacional como auxiliar técnico de Roger Machado.

## Títulos
Juventude
- Campeonato Gaúcho do Interior: 1996

Paris Saint Germain
- Supercopa da França: 1998
- Copa da Liga Francesa: 1997-98
- Copa da França: 1997-98